# Юхновец-Косьцельны

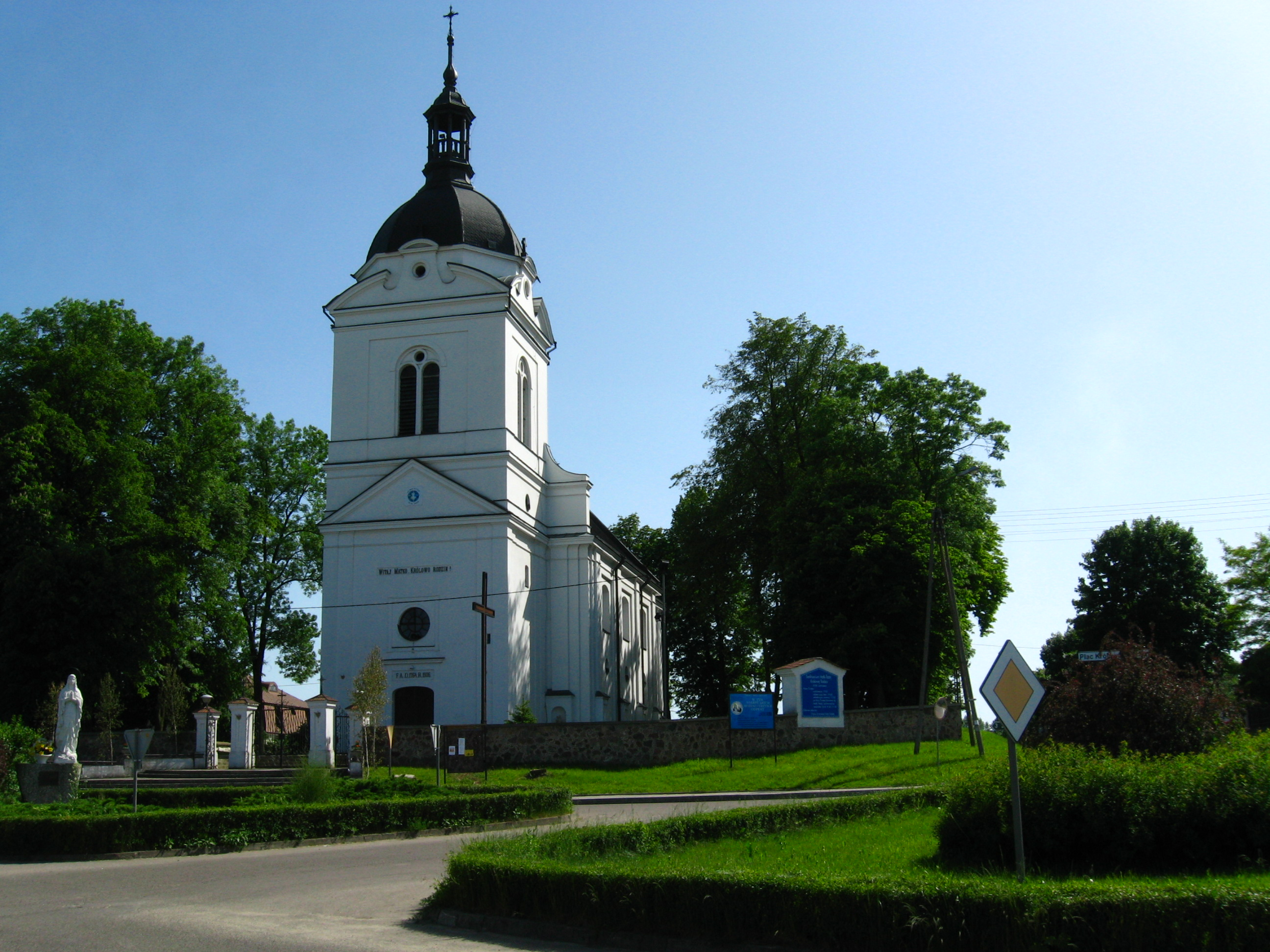
Костёл

Юхно́вец-Косьце́льны (пол. Juchnowiec Kościelny) — деревня в Белостокском повете Подляского воеводства Польши. Административный центр гмины Юхновец-Косьцельны. Находится примерно в 13 км к югу от города Белостока. По данным переписи 2011 года, в деревне проживало 314 человек. В деревне есть костёл 1764—1788 годов постройки. В 1,5 км к северо-западу находится железнодорожная станция Левицке на линии Черемха—Белосток.